# Obelix & Co
Obelix & Co (franska: Obélix et compagnie) är det 23:e seriealbumet om Asterix författat av René Goscinny och tecknat av Albert Uderzo. Berättelserna publicerades ursprungligen 1976, och som seriealbum samma år.

## Handling
Handlingens fokus ligger i den romerska ockupationsmaktens försök att depravera den lilla galliska byn genom att introducera den till kapitalism. Den romerska ekonomen Caius Absurdus (Caius Saugrenus i original) är en karikatyr på den dåvarande premiärministern Jacques Chirac, och hela albumet en parodi på hans ekonomiska politik[källa behövs]. Caius Absurdus lyckas få nästan hälften av de manliga byborna att hugga i sten, det vill säga producera bautastenar, och den andra hälften förser stenhuggarna med nyfångade vildsvin. Caius Absurdus betalar varje bautastensleverans med ökande mängder sestertier. Så länge som byborna är sysselsatta med att tillverka bautastenar eller förse stenhuggarna med mat, har de inte tid att slåss med romarna. Caius Absurdus övertalar Julius Caesar att skapa ett behov hos den köpglada allmänheten att införskaffa sig en gallisk bautasten. Inhemska bautastenstillverkare blir därför förargade eftersom populariteten på deras produkter sjunker, till förmån för dessa importvaror.
Naturligtvis orsakar detta en inflation i Rom, och Caesar skickar Absurdus tillbaka till Gallien för att avsluta dessa vansinnesaffärer. Så småningom slutar historien ungefär som alla andra Asterix-historier – med ett stort slagsmål mellan galler och romare.
I detta och nästa album står berättarkonsten samt tecknandet, och den underfundiga humorn på sin höjdpunkt i "asterixologin". Detta var den sista berättelsen som René Goscinny fullbordade, han avled några år senare mitt under produktionen av Asterix i Belgien.

## Den efterfrågade tillgången
Ett av albumets höjdpunkter är när Obelix skall förklara sambandet mellan tillgång och efterfrågan för byborna och Asterix.
- "Priserna går upp med marknaden och jag har tillgång på efterfrågan..."
- "För om den efterfrågade produktionen inte svarar mot tillgången så sjunker risken för priset på sestertierna!"

Självklart har Obelix ingen aning om den ekonomiska teorin, men han låter sig dras med in i kapitalismens virvlar ovetandes om att han egentligen bara är en spelpjäs i ett lömskt spel.

## Kamratposten
Obelix & Co. har även gått som följetong i Kamratposten.

## Övrigt
- Helan och Halvan gör ett gästspel på några få serierutor (sidan 27) som två klantiga romerska legionärer.
- Piraterna som seglar in i flera av berättelserna, förstår inte, eller snarare går inte till botten med mysteriet varför alla fartyg de kapar är fullastade med bautastenar. Piratskeppet däremot går till botten med kapade bautastenar.
- Det påpekas några gånger i berättelsen att egentligen ingen under antiken eller under modern tid förstått vad en bautasten skall användas till.

## På andra språk
- Danska: Obelix & Co.!
- Engelska: Obelix and co.
- Finska: Obelix ja kumpp.
- Grekiska: Οβελίξ και Σία
- Holländska: Obelix & co
- Italienska: Asterix e la Obelix SpA
- Katalanska: Obèlix i companyia
- Portugisiska: Obélix e Companhia
- Polska: Obeliks i spółka
- Spanska: Obélix y compañía
- Turkiska: Oburiks ve Sirketi
- Tyska: Obelix GmbH & Co. KG